# Eugène Pons
Eugène Pons (n. 15 mai 1886, Saint-Étienne, Franța – d. 24 februarie 1945, Lagărul de concentrare Neuengamme, Hamburg, Germania a fost o figură importantă a Bisericii Catolice din Lyon, un tipograf și luptător al Rezistenței franceze. Din 1940 până în 1944, tipografia sa de pe rue de la Vieille-Monnaie a jucat un rol crucial în tipărirea ziarelor Rezistenței, precum Témoignage chrétien, Combat, La Marseillaise și Franc-tireur. A contribuit semnificativ la efortul de informare și mobilizare a publicului împotriva regimului nazist, fiind responsabil pentru realizarea a 25.000 de exemplare ale ziarului Le Faux Nouvelliste la 31 decembrie 1943. Apărându-l pe unul dintre angajații săi de la tipografie, a fost arestat de Gestapo în mai 1944 și deportat la lagărul de concentrare Neuengamme, unde a murit de epuizare în 1945. Eugène Pons a fost recunoscut postum ca „Mort pentru Franța” pentru sacrificiul său în lupta împotriva ocupației naziste.

## Biografie

### Primii ani
Eugène Pons a fost fiul lui Claudine Jay, o profesoară din Saint-Héand, și al lui Victor Pons (1847–1928), un jurnalist. Mama sa a murit când el era foarte mic. De mic, a dezvoltat o spiritualitate puternică, care l-a determinat să se alăture mișcării catolice Sillon, fondată de Marc Sangnier, în adolescență.
S-a căsătorit cu Rose-Adrienne Lavarière în Caluire-et-Cuire la 28 ianuarie 1913, în timp ce locuia în cartierul Bissardon. Soția sa, brodeză de meserie, locuia pe rue Diderot din Lyon. Primul lor copil, Marcel Pons, s-a născut pe 13 ianuarie 1913.
În 1914, a fost mobilizat pentru a lupta în Primul Război Mondial, alăturându-se regimentului 371 de infanterie. A fost trimis în Grecia pentru a participa la Frontul Macedonean, unde a contractat malarie.
Eugène Pons s-a întors la Lyon în 1918. A reușit rapid să-și găsească un loc de muncă ca contabil la o fabrică de umbrele. Ulterior, a lucrat în aceeași calitate pentru o companie de fructe și legume.

### Perioada interbelică

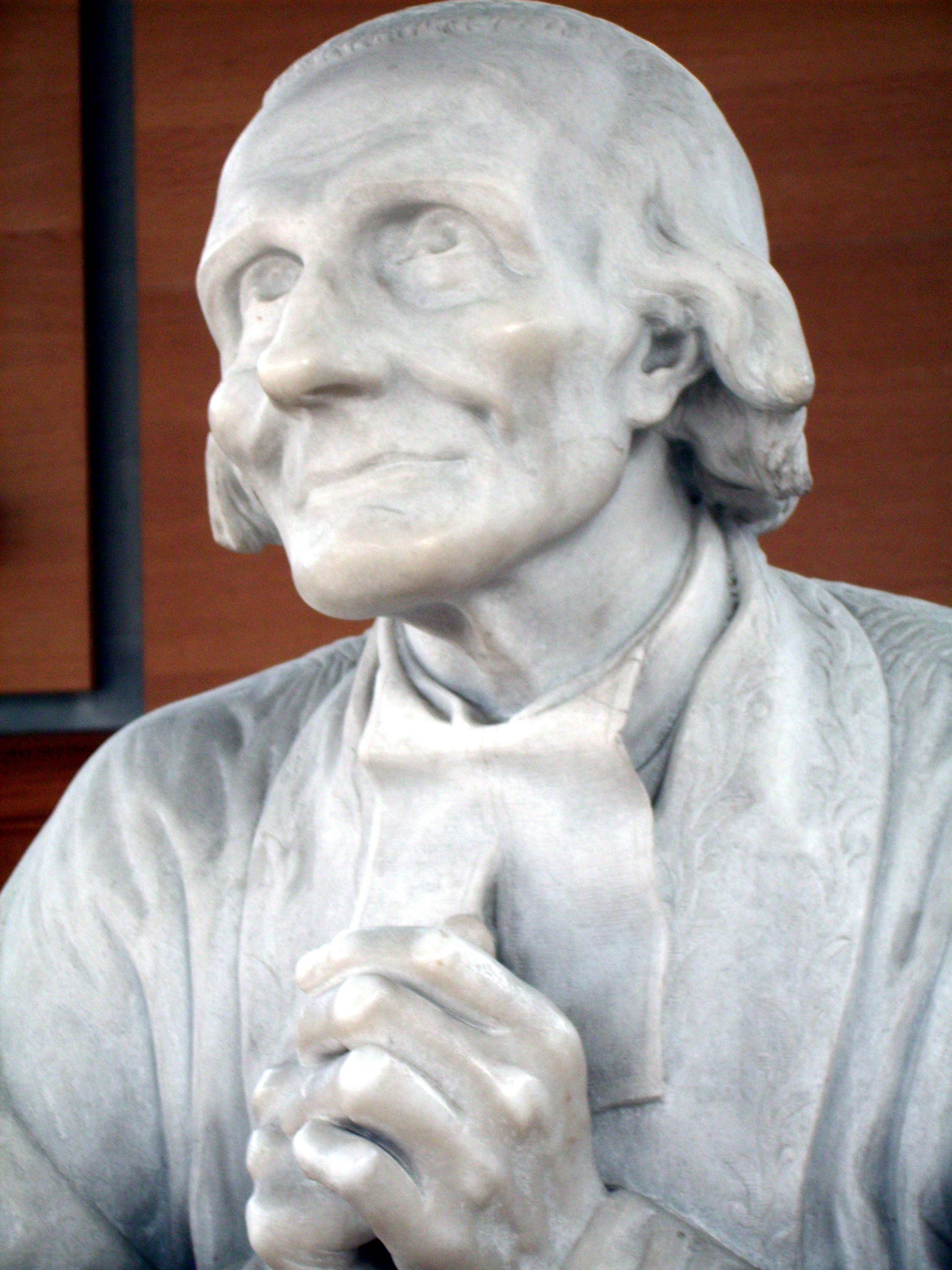
Le Curé d'Ars în rugăciune de Émilien Cabuchet.

La întoarcerea din război, Eugène Pons s-a reimplicat activ în grupul Sillon din Lyon, o mișcare catolică fondată înainte de război. Aici, și-a consolidat convingerile profunde în principiile catolicismului social, o ideologie care promovează justiția socială și demnitatea umană în contextul provocărilor moderne. Le Sillon nu doar că a răspuns enciclicei Rerum novarum a Papei Leon al XIII-lea prin promovarea unei deschideri sporite a Bisericii către lume, ci a căutat și o abordare mai pragmatică, aducând catolicismul mai aproape de problemele clasei muncitoare. Mișcarea a dorit să ofere o alternativă politică și spirituală la comunism prin promovarea sindicatelor catolice, a cooperativelor și a altor forme de organizare socială bazate pe principiile catolice.

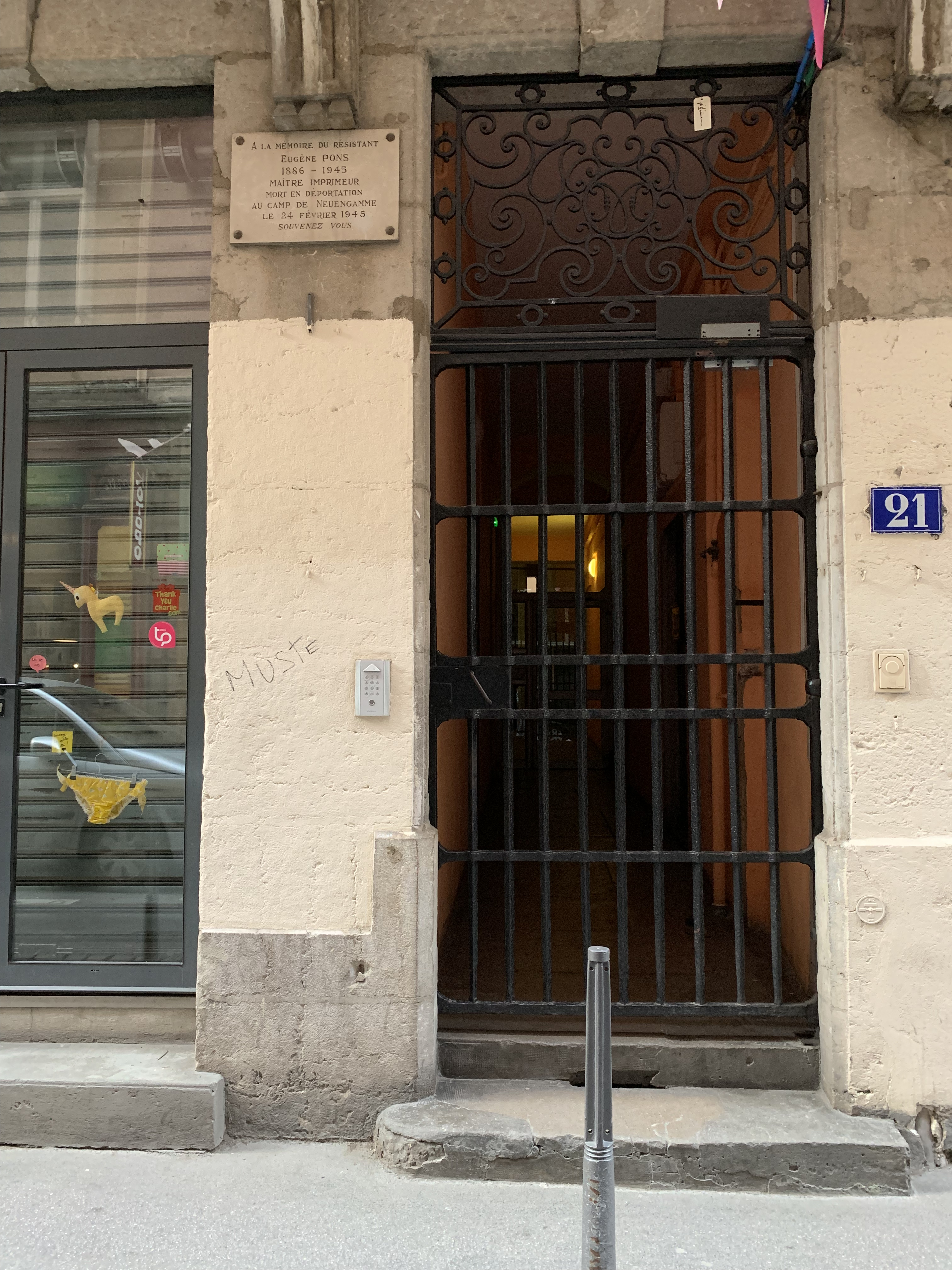
21 rue de la Vieille-Monnaie, unde se afla cândva Imprimerie de la Source.

S-a implicat activ și în politică, alăturându-se partidului Ligue de la Jeune République, un partid politic fondat tot de Marc Sangnier. La nivel local, obiectivul său principal a fost să se opună partidului radical-socialist al lui Édouard Herriot, considerat a fi o forță dominantă în politică locală, cu o viziune mai degrabă anticlericală. Eugène Pons a organizat curând întâlniri la domiciliul său de pe rue Denfert-Rochereau, la etajul al doilea, unde participau personalități marcante precum Joseph Folliet și Sylvie Mingeolet (1903–1955). Diversele adunări ale grupului lyonnais au oferit o ocazie unică de a socializa cu personalități invitate de prestigiu, printre care se număra și poetul Paul Claudel.
Viața sa de zi cu zi, alături de cea a familiei sale, era dominată de credința și rugăciunea catolică. Se implica activ în activitățile parohiale la biserica Notre-Dame-Saint-Alban, iar mai târziu la biserica Saint-Eucher din Lyon. Pelerinajul era o parte esențială a vieții sale: efectua anual un pelerinaj la Bazilica din Ars în luna mai, pentru a-i aduce un omagiu Curé d'Ars. De asemenea, era o practică frecventă să facă un pelerinaj între La Croix-Rousse și dealul Fourvière după orele de muncă.
În Saint-Alban, Eugène Pons a colaborat strâns cu abatele Laurent Remillieux (1882–1949), fondatorul parohiei și un important activist catolic. Printre numeroasele sale implicații, s-a implicat activ în organizarea de activități educaționale pentru Jeunesse ouvrière chrétienne (Tineretul Muncitoresc Creștin), sprijinindu-l pe abatele Remillieux în această misiune.
Eugène Pons era și un sportiv pasionat. A fost membru al clubului sportiv Le Patriote, afiliat bisericii parohiale Saint-Denis-de-la-Croix-Rousse, unde excela la tir cu pușca. De asemenea, a traversat de mai multe ori prin înot Râul Ron prin Lyon.
Oportunitatea de a intra în lumea afacerilor i-a venit prin intermediul prietenului său Georges Neveu. Victor Carlhian, care achiziționase Imprimerie de la Source situată pe rue de la Vieille-Monnaie 21, era în căutarea unui manager. L-a recrutat pe Eugène Pons pentru această funcție, devenind astfel tipograf. El era responsabil cu tipărirea diverselor broșuri și publicații filozofice și ecumenice. Până în 1940, Eugène Pons conducea o echipă de aproximativ douăzeci de persoane care activau în cadrul tipografiei.

## Al Doilea Război Mondial

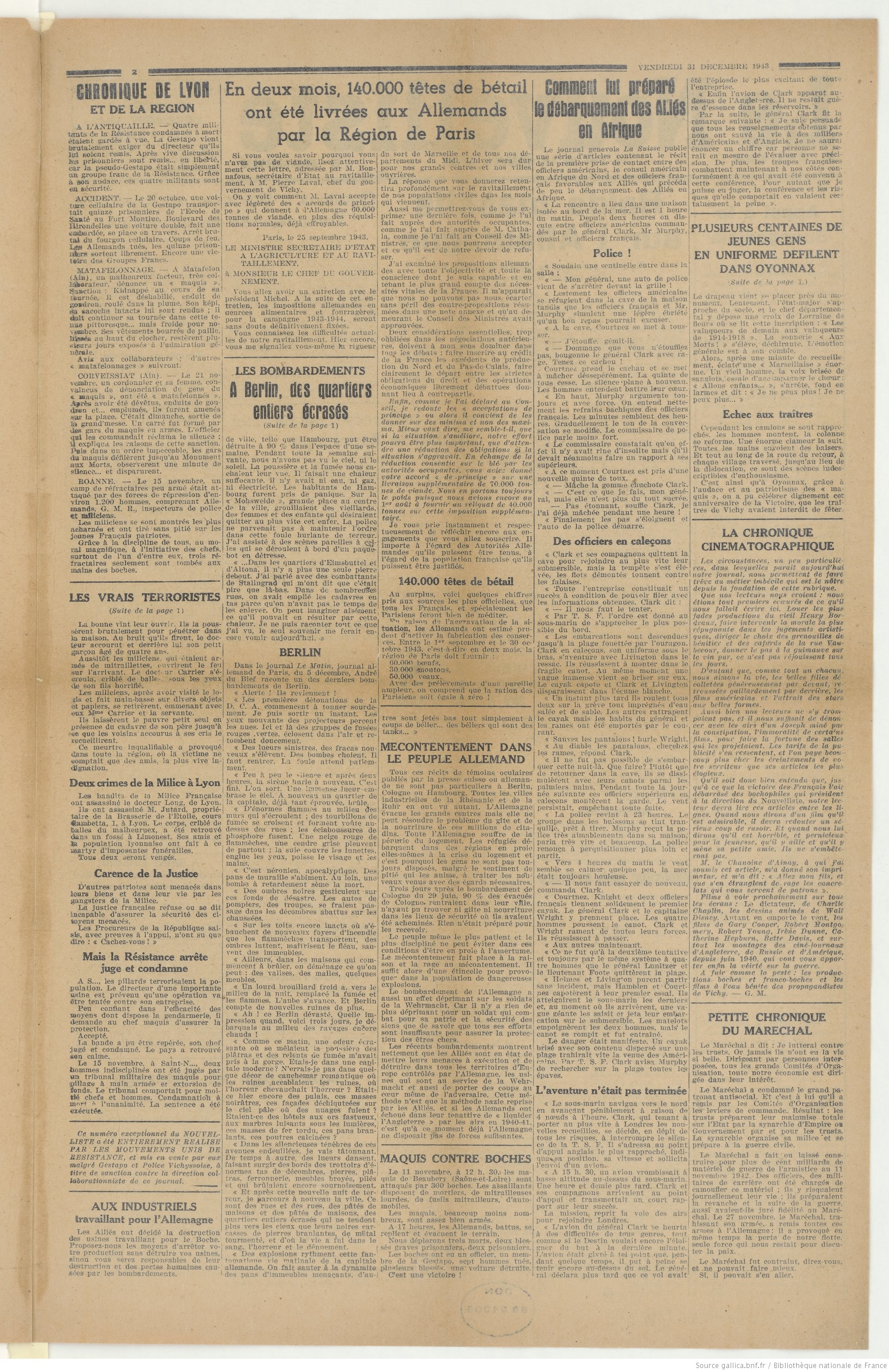
Pagina 2 din Faux Nouvelliste.

Încă din 1940, Eugène Pons a contemplat ideea de a se alătura Aliaților la Londra. Cu toate acestea, din cauza responsabilităților sale familiale, a ales să se implice activ în Rezistența franceză. Primele sale acțiuni în cadrul Rezistenței au constat în tipărirea de pliante redactate de el însuși, prin care promova valorile creștine și îndemna la rezistență împotriva ocupației naziste. Deși provenea dintr-un mediu religios, a acceptat fără ezitare solicitarea luptătorului de rezistență comunist André Liebherr de a tipări și pliante comuniste, considerând că inamicul principal era nazismul.
În mai 1941, la solicitarea lui Jean Stetten-Bernard, Eugène Pons a tipărit un pliant prin care se sublinia că poporul francez nu dorea să colaboreze cu ocupantul. A finalizat lucrarea într-o singură noapte.
La începutul anului 1942, Henri Chevalier a decis să înceteze tipărirea ziarului Franc-tireur la tipografia sa situată pe cours de la Liberté 40, probabil din motive de natură ideologică. Eugène Pons a preluat imediat tipărirea publicației. De asemenea, a colaborat frecvent cu André Bollier, tipărind ziarul Combat. Pe lângă acestea, a tipărit regulat și ziarul La Marseillaise. 
Ulterior, a preluat misiunea de a tipări jurnalul Témoignage chrétien. Deși primele două numere au fost tipărite la Villeurbanne de către Joseph Martinet, Eugène Pons s-a ocupat de toate edițiile ulterioare, începând cu numărul 3 din martie 1942, la solicitarea comună a lui Père Chaillet și Louis Cruvillier. Louis Besacier, care era responsabil de legarea ziarelor, a preluat tipărirea Témoignage chrétien după arestarea lui Eugène Pons în mai 1944.
Până la arestarea sa în 1944, activitatea din timpul zilei a tipografiei era una obișnuită: Eugène Pons și angajații săi tipăreau o varietate de broșuri în mod legal. Noaptea, sâmbăta și duminica, tipografia era transformată în centru de tipărire a ziarelor subterane. În această activitate, Pons era uneori asistat de unii dintre angajații săi, printre care maistrul Verrier, muncitorii Charles Planchet (născut în 1896) și ginerele său Pierre Barnier (1920–1997), care lucrau la tipografie în acea perioadă.
Pe 31 decembrie 1943, cu ajutorul ginerelui său Pierre Barnier, Eugène Pons a tipărit 25.000 de exemplare ale Faux Nouvelliste, o copie falsificată a ziarului colaboraționist Le Nouvelliste.
De asemenea, el tipărea documente false pentru Rezistență cel puțin din debutul anului 1942. Acest lucru este confirmat de mărturia luptătorului de rezistență Adrien Némoz, care scrie: 
„Începând cu anul 1940, Eugène Pons a început să tipărească o varietate de materiale la solicitarea Rezistenței. Din memorie, pot enumera: publicația clandestină France-Tireur, ziarul Nouvelliste, documente de identitate false, permise de circulație pentru persoane și bunuri, iar la începutul anului 1942, caietele revistei Témoignage chrétien.”
De asemenea, detaliază motivațiile umaniste și spirituale ale lui Eugène Pons pentru a se alătura Rezistenței: 
„La începutul secolului, întâlnirea sa cu mișcarea Le Sillon condusă de Marc Sangnier l-a convins că credința creștină ar trebui să inspire acțiunile oamenilor. Rezistența lui Eugène Pons a avut atât motive patriotice, cât și spirituale, considerând că era esențial să împiedice naziștii victorioși să-și impună viziunea anti-creștină asupra lumii.”

### Arestare și deportare
Pe 21 mai sau 22 mai 1944, în jurul prânzului, Gestapo a efectuat o razie la tipografie. Deși nu au fost găsite materiale tipărite clandestine, se pare că exemplare ale revistei Témoignage chrétien se aflau în incinta tipografiei. Unul dintre muncitori, Charles Lang, de origine alsaciană, a servit ca traducător în timpul raziei. La finalizarea raziei, Gestapo a decis să-l aresteze pe Charles Lang, suspectându-l că este german. Eugène Pons a protestat, cerând ca angajatul său să rămână la tipografie, deoarece nu s-au găsit dovezi incriminatorii. În cele din urmă, ambii bărbați - Charles Lang și Eugène Pons - au fost arestați de Gestapo.
După arestare, Eugène Pons a fost dus mai întâi la închisoarea Montluc, iar apoi transferat la lagărul Royallieu. Pe 15 iulie 1944, a fost deportat cu trenul în lagărul de concentrare Neuengamme. Charles Lang (născut la 7 ianuarie 1907, în Lyon) a suferit aceeași soartă, fiind deportat și el la Neuengamme, unde a murit pe 30 decembrie 1944. 
Adrien Némoz se afla la tipografie în ziua arestării lui Eugène Pons. Ultimele două zile fuseseră dedicate tipăririi unei broșuri pentru Témoignage Chrétien, intitulată „Exigences de la libération”. Némoz a părăsit tipografia cu cincisprezece minute înainte de sosirea Gestapo-ului.
Rezistența a pus imediat în aplicare o operațiune de salvare. Henri Frenay descrie demersul: sub conducerea lui André Bollier, foile deja tipărite, anumite componente ale utilajelor și coli de hârtie nefolosite au fost recuperate de pe rue de la Vieille-Monnaie și transportate pe rue Viala, unde funcționa o altă tipografie clandestină.

### Neuengamme
După o călătorie de patru zile cu trenul, Eugène Pons a sosit la Neuengamme. Pe lângă mediul ostil al lagărului de concentrare, condițiile inumane, lipsa hranei și violența fizică a gardienilor, prizonierii erau obligați să muncească 12 ore pe zi. Eugène Pons a fost repartizat mai întâi la transportarea pietrelor pe canal, iar apoi la atelierul de împletit unde părul era transformat în frânghii. 
Preotul dominican Claude Humbert (matriculă 33221) l-a cunoscut pe Eugène Pons la Neuengamme. Au reușit să schimbe câteva cuvinte de câteva ori printr-un grătar. Împreună, s-au rugat pentru soldații din Lyon și Franța, recitând rozariul lui Simon Zelotul.
Eugène Pons, matriculă 36921, a murit de epuizare pe 24 februarie 1945. Ultima persoană care l-a văzut în viață a fost avocatul Maître Périssé din Toulouse, care era și el prizonier la Neuengamme.

## Familie

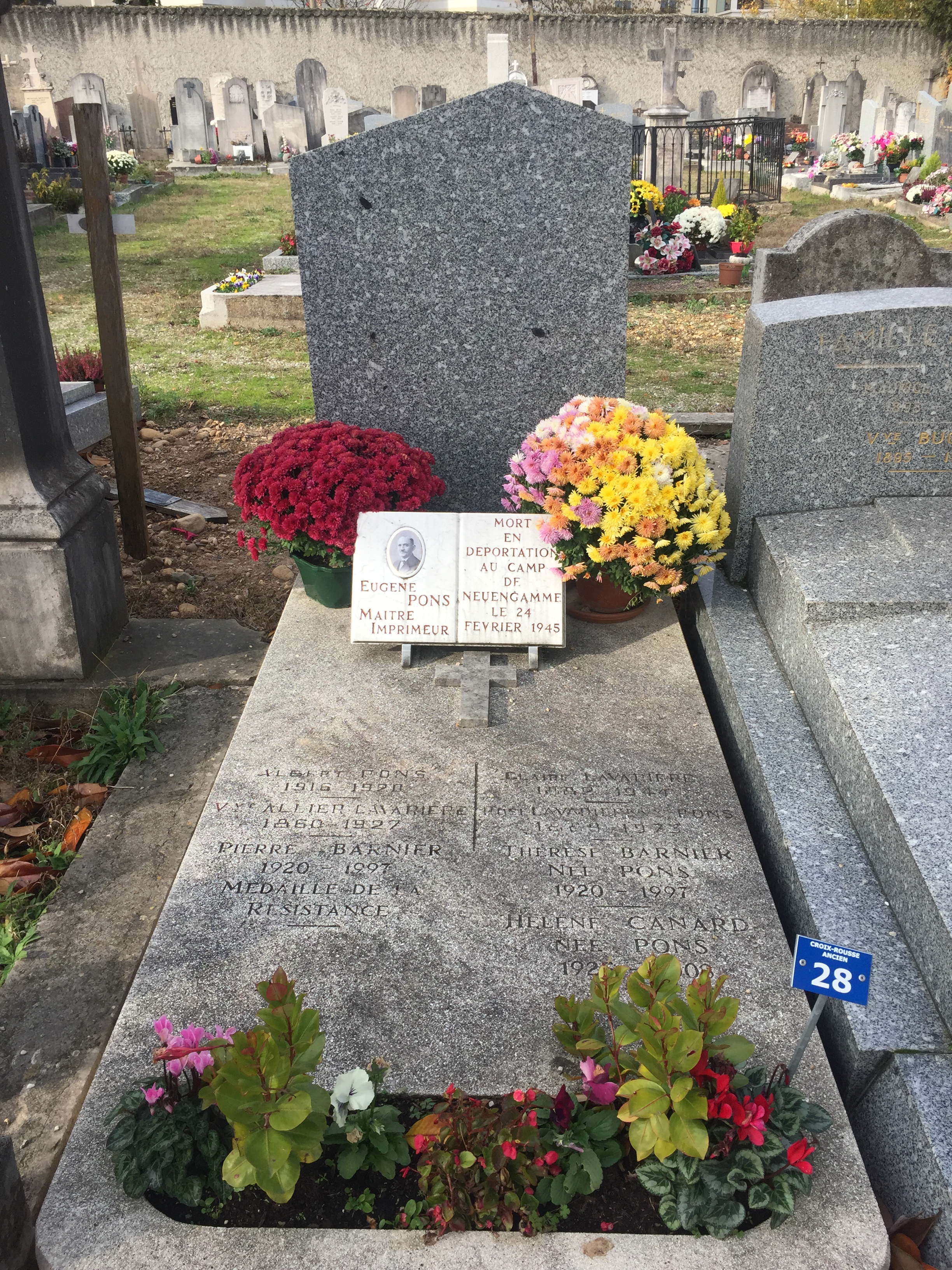
Cavoul familiei Pons din vechiul cimitir Croix-Rousse. O placă albă pe mormânt îl comemorează pe Eugène Pons.

Eugène Pons și Rose-Adrienne Lavarière (1888–1973) au avut șapte copii, dintre care doi au murit în copilărie:
- Marcel Pons (13 ianuarie 1913, Caluire-et-Cuire - 22 aprilie 2002, Toulon), vicar și autor al biografiei lui Eugène Pons;
- Georges Pons (10 februarie 1915 - 1916);
- Albert Pons (22 iunie 1916 - 4 decembrie 1920);
- Thérèse Barnier (născută Thérèse Pons, octombrie 1920 - 1997), soția lui Pierre Barnier (1920–1997), deținător al Medaliei Rezistenței;
- Marie-Claude Thomasset, născută Marie-Claude Pons;
- Hélène Canard, născută Hélène Pons (1925 - 2003);
- André Pons (1930–2003).

## Omagii și premii

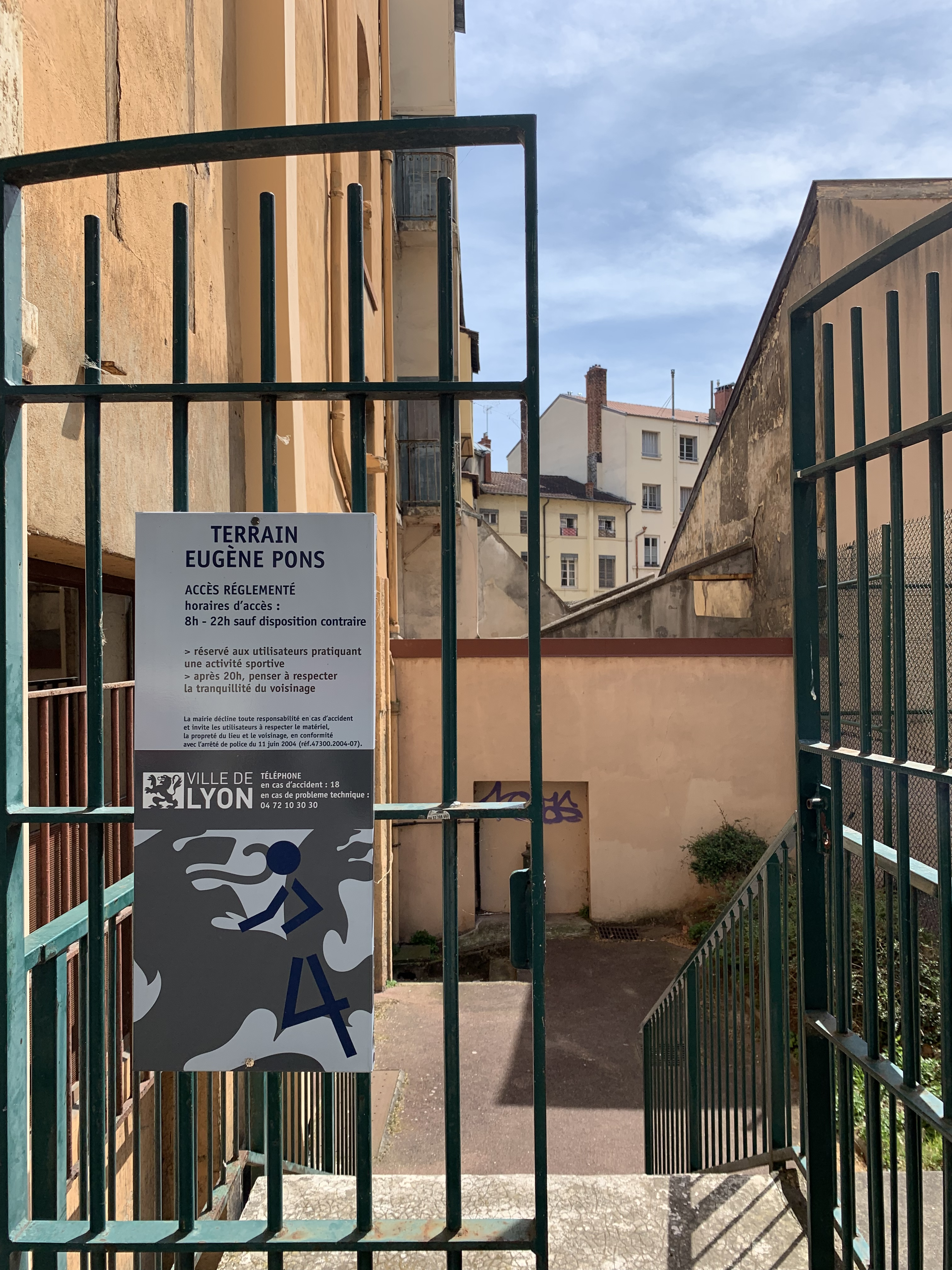
Intrarea la situl Eugène-Pons din Lyon.

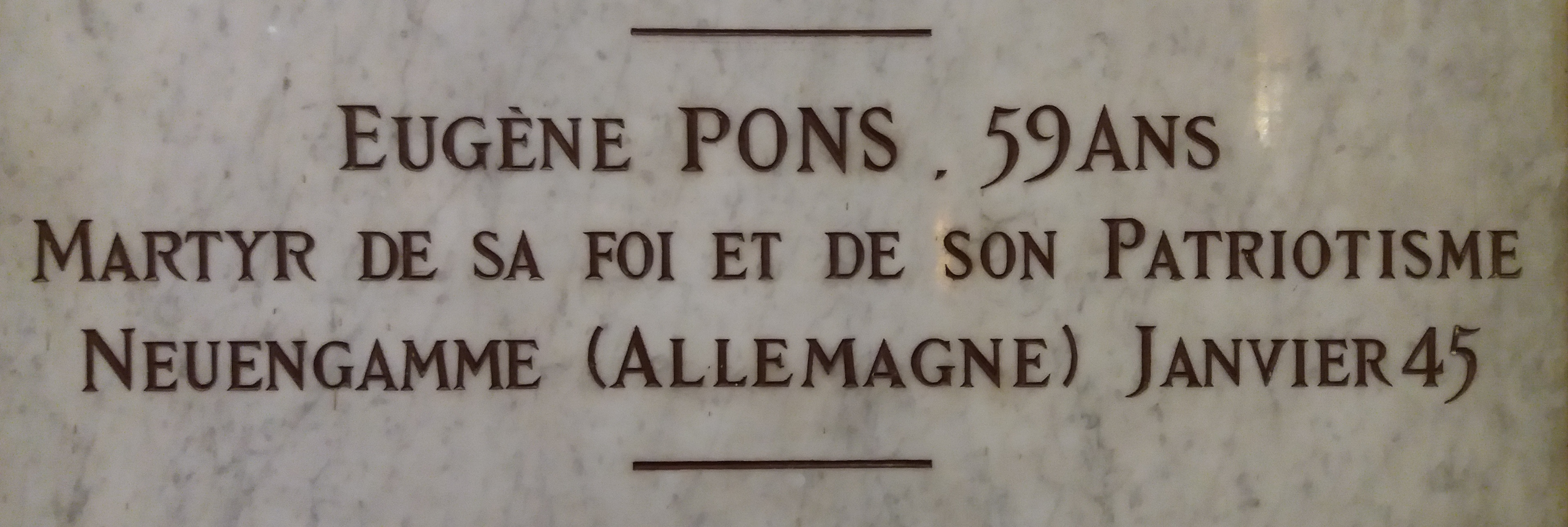
Placă memorială în biserica Saint-Eucher din Lyon.

Eugène Pons a fost decorat postum cu Medalia Rezistenței, Legiunea de Onoare și Croix de Guerre (cu palmieri) în 1945.
O placă omagială este amplasată pe clădirea unde se aflau tipografiile sale - l'Imprimerie de la Source - la numărul 21 pe rue Vieille-Monnaie (astăzi rue René-Leynaud).

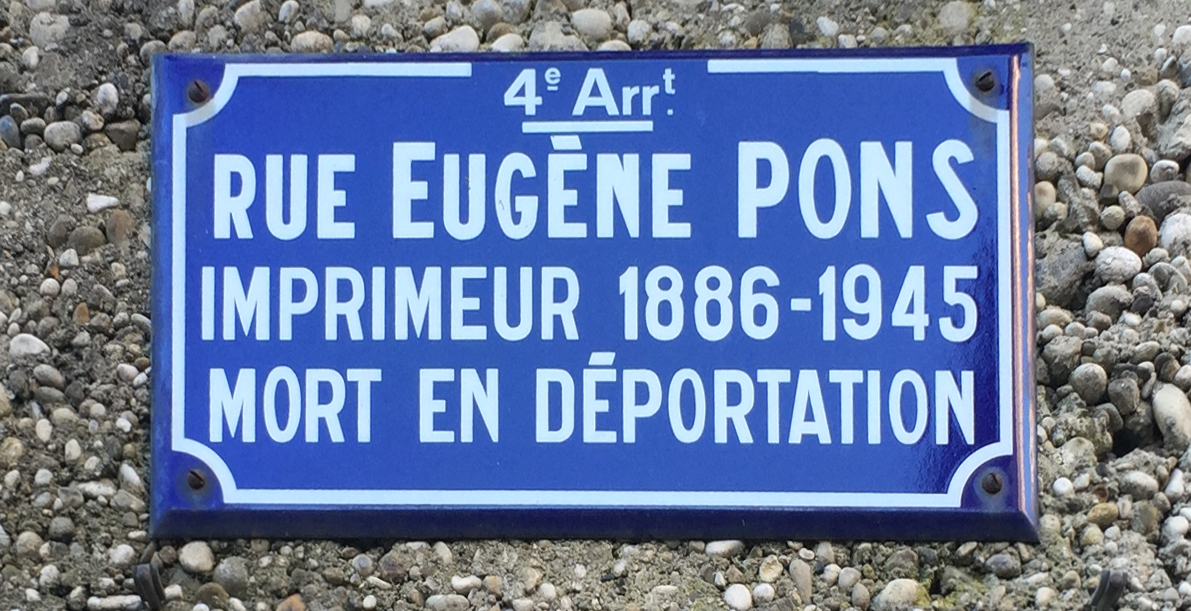
O placă omagială se află pe rue Eugène-Pons din arondismentul 4 din Lyon.

Există o stradă Eugène-Pons în Lyon. Această stradă lungă și abruptă face legătura între Cours d'Herbouville (care se întinde pe malul drept al Rhône-ului) și Rue Artaud, oferind acces pietonal la platoul Croix-Rousse de pe podul Winston-Churchill. Anterior, sub al Doilea Imperiu, era cunoscută sub numele de rue de Dijon și rue Lafayette. A fost redenumită în urma unei decizii a consiliului local din Lyon din 26 noiembrie 1945. Tot în cadrul aceleiași ședințe, consiliul local a decis amplasarea plăcii pe rue Vieille-Monnaie nr. 21, unde se afla Imprimerie de la Source, precum și locuința familiei Pons.
Numele său figurează de asemenea pe o placă colectivă din interiorul bisericii Saint-Eucher din Lyon. Vizavi de poarta bisericii, pe rue des Actionnaires, se află un teren de baschet care îi poartă numele: Eugène-Pons.
O stradă din Beauchamp, Val-d'Oise, îi poartă de asemenea numele: Bulevardul Eugène-Pons. Această stradă se află într-un cartier rezidențial unde numele străzilor sunt dedicate membrilor celebri ai Rezistenței Franceze.

### Mărturii
Soția lui Eugène Pons, Rose-Adrienne Lavarière, le-a spus copiilor lor, a doua zi după arestarea tatălui lor: 
„Franța nu poate fi eliberată fără martiri. Dacă Bunul Dumnezeu ar fi vrut să-l aleagă pe tata să fie unul dintre ei, ar fi o tragedie, dar ar trebui să fim mândri.”
După război, clericul Pierre Chaillet l-a considerat pe Eugène Pons ca fiind „cea mai nobilă figură: o figură care inspiră respect și prietenie, unul dintre cei mai curajoși și discreți eroi ai Rezistenței”. Luptătorul din Rezistență Eugène Claudius-Petit și-a exprimat stima pentru Pons în ediția din 27 februarie 1970 a revistei Témoignage chrétien, într-un articol intitulat "Un om în pace...", pe care l-a încheiat astfel: 
„Ne bucurăm în continuare de prietenia lui, iar când mirosurile de cerneală, hârtie și mașini fierbinți se amestecă cu zgomotele înăbușite și cadențate ale preselor tipografice grele, ești acolo, bătrâne prietene Pons, ca să ne reamintești ce înseamnă să fii un om adevărat.”